# Tran (Bulgaria)
Tran (búlgaro, Трън, significa "espina") es una pequeña ciudad en la provincia de Pernik, oeste de Bulgaria. Está a 27 kilómetros de la ciudad de Breznik y 15 km de la frontera con Serbia.
La ciudad fue mencionada por vez primera en 1451 como Tran; su nombre fue también escrito como Turun, Tuin, Turan, Taran a lo largo de los siglos XV y XVI. Un rasgo distintivo de la ciudad es que habla un dialecto único del idioma búlgaro que se habla en Tran, más cercano al serbio que el búlgaro normal haciendo difícil que lo entiendan los búlgaros de, por ejemplo, Pernik. El río Erma que fluye a través de la ciudad ha formado una magnífica garganta conocida como Transko Zhdrelo. Tran tiene el récord de temperatura más baja de Bulgaria con −38,3 °C (−36,94°F) registrado en el invierno de 1947.

## Municipio
Tran es la sede del Ayuntamiento de Tran (parte de la provincia de Pernik), que incluye las siguientes 52 localidades:
| - Bankya - Beraintsi - Bogoyna - Bohova - Busintsi - Butrointsi - Dalga Luka - Dokyovtsi - Dolna Melna - Dzhinchovtsi - Elovitsa - Erul - Ezdimirtsi - Filipovtsi - Glavanovtsi - Glogovitsa - Gorna Melna - Gorochevtsi - Kashle - Kozhintsi - Kosturintsi - Leshnikovtsi - Leva Reka - Lomnitsa - Lyalintsi - Milkyovtsi | - Miloslavtsi - Mraketintsi - Mramor - Nasalevtsi - Nedelkovo - Paramun - Penkyovtsi - Prodancha - Radovo - Rani Lug - Reyanovtsi - Shipkovitsa - Slishovtsi - Staychovtsi - Strezimirovtsi - Studen Izvor - Tran - Tsegrilovtsi - Turokovtsi - Velinovo - Vidrar - Vrabcha - Vukan - Yarlovtsi - Zabel - Zelenigrad |

## Honor
Tran Crag en la isla Livingston en las islas Shetland del Sur, Antártida recibe su nombre por Tran.